# Scottish and Southern Energy
SSE (Scottish & Southern Energy plc) est une compagnie écossaise distributrice d'énergie fondée en 1998.

## Histoire

Ancien logo.

Scottish & Southern Energy est issue de la fusion en 1998 entre Scottish Hydro Electric et Southern Electric.
En novembre 2017, Scottish & Southern Energy et Innogy annoncent la fusion de leurs activités au Royaume-Uni, créant un nouvel ensemble desservant 12,7 millions de clients, détenu à 65,6 % par Scottish & Southern Energy ,. Cette opération est finalement annulée en 2018.
En décembre 2018, Scottish & Southern Energy annonce la vente d'une participation de 50 % dans ses activités dans les infrastructures télécoms pour 380 millions de livres.
En septembre 2019, SSE annonce la vente de sa filiale spécialisée dans la commercialisation de l'électricité à Ovo Energy pour 500 millions de livres.
En octobre 2020, SSE annonce la vente d'une participation de 50 % dans sa coentreprise Ferrybridge and Skelton Grange, spécialisée dans la valorisation énergétique des déchets, pour 995 millions de livres.
Fin novembre 2020, SSE, en partenariat avec la compagnie norvégienne Equinor, annonce avoir finalisé le financement des deux premières tranches de la construction en mer du Nord du plus grand champ d'éoliennes au monde. Ce projet devrait voir le jour en 2026 et sa capacité totale atteindre les 3,6 GW.
En août 2021, SSE annonce la vente de sa participation de 33 % dans Scotia Gas Networks pour 1,225 milliard de livres.

## Principaux actionnaires
Au 5 avril 2020.
| Causeway Capital Management                | 4,40% |
| Mondrian Investment Partners               | 4,24% |
| Invesco Advisers                           | 4,10% |
| The Caisse de dépôt et placement du Québec | 4,01% |
| Capital Research & Management GO           | 3,97% |
| UBS Asset Management UK                    | 3,45% |
| BlackRock Fund Advisors                    | 3,02% |
| Norges Bank Investment Management          | 2,98% |
| The Vanguard Group                         | 2,82% |
| Legal & General Investment Management      | 2,24% |